# Vladimir Kokol
Vladimir Kokol, slovenski nogometaš, * 3. januar 1972, Maribor.
Kokol je v svoji karieri zbral dvanajst nastopov za slovensko reprezentanco in ob tem dosegel tudi en zadetek. V času profesionalne nogometne poti je igral tudi za Olimpijo, Maribor, Slaven Belupo in Muro.